# Тройницькі
Тройницькі (рос. Тройницкие) — український козацький старшинський, пізніше дворянський рід.

## Походження
Нащадки Павла Тройницького, полтавського полкового писаря, потім сотника Келебердянського (1717, 1730).

## Опис герба
В червоному щиті срібна підкова обернена шипами вниз, з золотим лапчатим хрестом до неї (Сліповрон зм.).
Щит увінчаний дворянським коронованим нашоломником. Нашоломник: обернений вправо чорний ворон, який тримає в дзьобі зелений лавровий вінок.
Герб роду Тройницьких внесений в Частину XV Загального гербовника родів Всеросійської імперії, стр. 88.

## Представники роду
Олександр Григорович Тройницький (1807—1871) — статистик, редактор газети «Одеський вісник, товариш міністра внутрішніх справ, член Державної Ради. Мав п'ятеро дітей:
- Микола Олександрович Тройницький (1842—1913) — статистик, дійсний таємний радник, губернатор Рязанський та Вятський, сенатор;
  - Олександр Миколайович Тройницький (1869—?);
  - Варвара Миколаївна Тройницька (1871—?);
  - Григорій Миколайович Тройницький (?—?) — помер немовлям;
  - Марія Миколаївна Тройницька (1875—після 1919, до червня 1921);
  - Микола Миколайович Тройницький (1877—1921?);
    - Микола Миколайович Тройницький (1903—?);
    - Михайло Миколайович Тройницький (1906—?);
    - Володимир Миколайович Тройницький (1908—?);

  - Сергій Миколайович Тройницький (1882—1948) — відомий геральдист та мистецтвознавець, директор Ермітажу в 1918—1927 рр.;
  - Леонід Миколайович Тройницький (1885—?) — прапорщик;
- Григорій Олександрович Тройницький (1844—1914) — член ради міністра державних властностей, сенатор;
- Сергій Олександрович Тройницький (1846—1848) — статистик, дійсний таємний радник, губернатор Рязанський та Вятський, сенатор;
- Володимир Олександрович Тройницький (1847—?) — Тобольськи губернатор;
  - Олександр Володимирович Тройницький (?—?);
  - Марія Володимирівна Тройницька (?—?);
- Марія Олександрівна Тройницька (1856—1859).